# Drosera nidiformis
Drosera nidiformis es una especiede planta carnívora perteneciente a la familia Droseraceae que es originaria de Sudáfrica. Su clasificación es ambigua; algunas fuentes se refieren a ella como sinónimo de Drosera dielsiana mientras que otros lo tratan como una especie separada. Esta planta era conocida anteriormente como  Drosera "maglisburg".

## Descripción

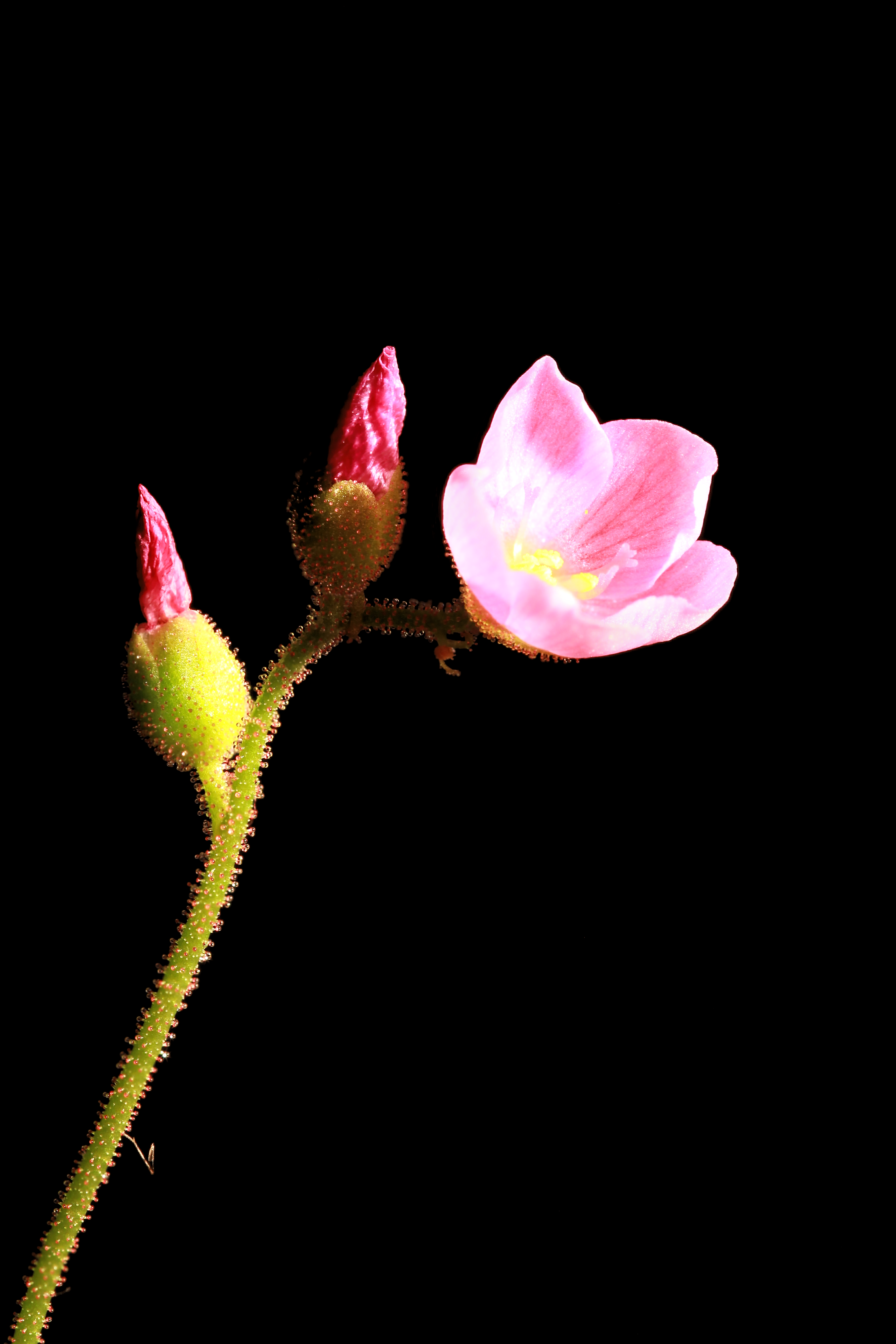
Flores de Drosera nidiformis

Las hojas en especímenes maduros son obovadas y miden de 1 a 2 cm de longitud. Los pecíolos pueden crecer desde 1,5 a un máximo de aproximadamente 5 cm. D. nidiformis exhibe un tono rojizo si se cultiva en las condiciones de luz adecuadas. Tras la captura de presas, los rizos de las hojas se disponen alrededor de ella para ponerla en contacto con el mayor número de glándulas digestivas como sea posible. Este es un ejemplo de tigmotropismo, o actuando en respuesta a un estímulo táctil.

## Hábitat
Como planta tropical, D. nidiformis no tolera temperaturas frías, y no entra en reposo vegetativo. Se trata de una planta perenne. D. nidiformis, como la mayoría de las plantas carnívoras, crece en suelos pobres en nutrientes, o acidez del suelo. Si todas las condiciones de crecimiento no son ideales, la floración tiene un efecto agotador en la planta.

## Taxonomía
Drosera  nidiformis fue descrita por Paul Debbert y publicado en Mitteilungen der Botanischen Staatssammlung München 30: 374. 1991[1992].
Etimología
Drosera: tanto su nombre científico –derivado del griego δρόσος (drosos): "rocío, gotas de rocío"– como el nombre vulgar –rocío del sol, que deriva del latín ros solis: "rocío del sol"– hacen referencia a las brillantes gotas de mucílago que aparecen en el extremo de cada hoja, y que recuerdan al rocío de la mañana.
nidiformis: epíteto latíno que significa "con forma de nido".